# Roggianita
La roggianita és un mineral de la classe dels silicats, que pertany al grup de les zeolites. Rep el nom en honor d'Aldo Giuseppe Roggiani (1914-1986), professor de ciències italià, qui va trobar el primer exemplar. Va escriure molts treballs sobre la mineralogia de la regió d'Ossola.

## Característiques
La roggianita és un silicat de fórmula química Ca₂Be(OH)₂Al₂Si₄O13·2.5H₂O. Es tracta d'una espècie aprovada per l'Associació Mineralògica Internacional, i publicada per primera vegada el 1969. Cristal·litza en el sistema tetragonal.
Segons la classificació de Nickel-Strunz, la roggianita pertany a «09.GB - Tectosilicats amb H₂O zeolítica, amb cadenes de connexions senzilles de 4-enllaços» juntament amb els següents minerals: amonioleucita, analcima, hsianghualita, lithosita, leucita, pol·lucita, wairakita, kirchhoffita, laumontita, yugawaralita, goosecreekita, montesommaïta i partheïta.

## Formació i jaciments
Va ser descoberta a Alpe Rosso, a la localitat de Druogno, dins la província de Verbano-Cusio-Ossola (Piemont, Itàlia). També ha estat descrita en altres indrets del Piemont i a la Província d'Sverdlovsk (Rússia). Aquests indrets són els únics de tot el planeta on ha estat descrita aquesta espècie mineral.